# Metody a techniky zkoumání postojů
Postoj je hodnotící vztah zaujímaný jednotlivcem vůči okolnímu světu, jiným subjektům i sobě samému. Zahrnuje dispozici chovat se či reagovat určitým relativně stabilním způsobem. Postoj je získáván na základě spontánního učení v rodině a jiných sociálních prostředcích. Postoje jsou součástí osobnosti, souvisí se sklony, zájmy, dále předurčují naše chápání, myšlení a cítění. Přestože naše postoje jsou poměrně trvalé, během života jedince se proměňují, nejčastěji vlivem zásadních životních událostí. 
Základní složky postojů jsou poznávací, citová a konativní, mají také různou intenzitu a kvalitu. Postoj je tedy složená proměnná, která nelze měřit pouze jedním indikátorem. Postoje lze zjišťovat různými způsoby, nejčastěji se však užívá dotazování, pozorování či rozbor textů.

## Škály
Škály jsou měřící nástroje, které lze použít na měření celé řady jevů. Pro měření postojů jsou však nenahraditelné.

### Sumační škály
Sumační posuzovací škála, taktéž zvaná jako Likertova typu, je souborem postojových položek, z nichž se všechny pokládají za přibližně stejné co do postojové hodnoty, a na každou z nich jedinci reagují různým stupněm intenzity (buď souhlasu, nebo nesouhlasu). U těchto škál se následně určuje tzv. postojové skóre jedince a to tím způsobem, že skóre jednotlivých položek se buď sčítají, nebo se sečtou a následně dělí na průměrnou hodnotu. Je nutné, aby byl jedinec umístěn někam na kontinuum souhlasu s předmětem dotyčného postoje. Tento typ škál je považován za nejjednodušší, co se provedení týče. 

### Škály zjevně stejných intervalů
Škály zjevně stejných intervalů, které můžeme najít také pod označením Thurstoneovy škály, jsou zdánlivě podobné škálám Likertovým, avšak liší se k systému kódování, přičemž škály zjevně stejných intervalů vytváří tzv. kontinuum a na rozdíl od předešlých navíc vyjadřují sílu vztahu. V tomto případě je pro každou položku určená škálová hodnota, která symbolizuje sílu postoje souhlasné odpovědi k položce. Položky této škály musí být zvolené tak, že intervaly mezi nimi jsou konstantní. Jedná se o velmi důležitý a žádoucí rys.

### Kumulační škály
Kumulační škály můžeme označit také jako Guttmanovské škály. Jedná se o škály složené z poměrně malého souboru homogenních položek, u kterých se předpokládá, že jsou jednorozměrné. Jednotlivé položky škály jsou řazeny tak, že na sebe navzájem navazují, a to tím způsobem, že se postupuje od položek nejobtížnějších až k položkám nejsnadnějším, nebo také od nejobecnějších k nejkonkrétnějším. Každá následující položka je tak závislá na té předcházející. Kumulační škály předpokládají, že odpoví-li respondent na první položku kladně, bude odpovídat kladně i na položky následující. 

## Techniky využívající škál
Výše uvedené typy škál je možné převést do praxe, jakožto jednotlivé výzkumné techniky. Mezi nejpoužívanější se řadí
- Bogardusova škála sociální distance
- Sémantický diferenciál
- Q-metodologie

### Bogardusova škála sociální distance
Emory Bugardus se ve 20. letech 20. století zabýval výzkumem postojů k příslušným etnickým a rasovým skupinám. Vytvořil sedmistupňovou škálu, jež počínala nejsilnějším vztahem (konkrétně: Přijali byste příslušníka dané etnické či rasové skupiny za blízkého příbuzného?) a končila tím nejslabším (v tomto případě: Vyloučil byste příslušníka dané etnické či rasové skupiny z naší společnosti?). Autor zde vycházel z principu kumulačních škál, kdy předpokládal, že pokud jsme ochotni akceptovat nejsilnější vztah, budeme akceptovat i následující, slabší vztahy. Později se, především v Evropě, začalo s tímto typem škály pracovat jako se škálou zjevně stejných intervalů.

#### Aplikace Bogardusových škál
Pomocí této techniky jo možné měřit především sociální distance vůči kulturním, etnickým či rasovým skupinám, avšak to není zdaleka vše. Tímto způsobem lze měřit také vývoje postojů v čase a místě. Aplikace je možná i v mezinárodním měřítku. 

### Sémantický diferenciál
Tato technika se nesnaží přímo o mapování postoje, jeho síly a směru, ale zaměřuje se na zkoumání významu, který jednotliví respondenti přikládají daným věcem, jevům nebo pojmům. A jak tato technika funguje v praxi? Respondentům je předložen posuzovaný pojem, který by měl být v rámci možností co nejkonkrétnější (např. naše škola, rodina atp.). Respondentům je dále nabídnuta škála adjektiv opačného pólu (např. v případě naší školy: čistá vs. špinavá), nejčastěji v podobě pásu rozděleného na jednotlivá okénka, respondent zaznačí do příslušného okénka křížek, dle svého vlastního uvážení. Ideální pro aplikace této techniky je, chceme-li posuzovat dvě, názorově odlišné skupiny, u kterých očekáváme, že jejich interpretace významů je rozdílná. 

### Q-metodologie
Jedná se o další metodu vhodnou pro měření postojů. Metoda funguje tím způsobem, že výzkumník disponuje balíčkem karet, které se označují jako q-typy, a jejichž počet se standardně pohybuje mezi 60 a 120 kusy. Respondenti následně snímají z balíčku kartu po kartě a přerozdělují je na hromádky, dle míry ne/souhlasu. Počet hromádek i karet na jednotlivých hromádkách je omezen na takové množství, aby vzniklo rozložení dle klasické Gaussovy křivky. Nejčastěji se užívá k hlubšímu studiu menších skupin, vhodná je i pro výzkum a sledování vývoje postojů v čase. Jedná se však o velmi pracnou a časově náročnou metodu.